# O-xilene
L'o-xilene (leggi: orto-xilene) è un idrocarburo aromatico; la sua struttura è quella di un benzene in cui due atomi di idrogeno adiacenti sono stati sostituiti da due gruppi metile. A temperatura ambiente si presenta come liquido incolore, volatile e infiammabile.
È un isomero del m-xilene e del p-xilene.
Si ottiene generalmente come sottoprodotto della sintesi del p-xilene, isolandolo per distillazione dalla miscela dei tre xileni.
Il principale utilizzo dell'o-xilene è la produzione dell'anidride ftalica, per ossidazione catalitica.